# Aeroportul Island Lake
Aeroportul Island Lake (IATA: YIV, ICAO: CYIV) este un aeroport din Manitoba, Canada. Aeroportul a fost tranzitat în 2021 de 18.567 de pasageri.
Situat la o altitudine de 235 m, aeroportul dispune de o singură pistă.